# Шјауљај
Шјауљај (литв. Šiauliai) је један од већих градова у Литванији. Он се налази на северу земље, на важној магистрали Варшава-Каунас-Рига. Шјауљај чини самосталну град-општину у оквиру истоименог округа Шјауљај, чије је управно средиште.
Шјауљај се простире се на 81 km² и према последњим проценама у њему је 2008. године живело 128.396 становника.

## Природни услови
Град Шјауљај се налази у северном делу Литваније (незванично „средиште северне половине државе“), на 212 km северозападно од главног града државе, Вилњуса.
Шјауљај је смештен у равничарској области на приближно 130 m надморске висине. У граду и око њега има више мањих језера ледничког порекла.

## Становништво
Према последњем попису из 2001. године у Шјауљају је живело 128.396 становника. Од тога Литванци чине огромну већину, док су мањине Пољаци и Руси. Некада бројна јеврејска заједница је нестала у Другом светском рату.

## Знаменитости
Шјауљај је познат као културно и образовно средиште северне Литваније. Град је чувен по „Брду крстова“.

## Партнерски градови
- Тетеров
- Јелгава
- Калињинград
- Плауен
- Хмељницки
- Ченстохова
- Баранавичи
- Фредерикија
- Кристијанстад
- Пјарну
- Etten-Leur
- Омахо

## Галерија
- Шјауљајски булевар, главна пешачка зона у граду
- Римокатоличка катедрала
- Руска православна црква
- Шјауљајска арена